# Charlie Francoz
Pour les articles homonymes, voir Francoz.
Pas d'image ? Cliquez ici

a Compétitions nationales et continentales officielles uniquement.

b Matchs officiels uniquement.
Dernière mise à jour le 6 janvier 2025.
Charlie Francoz, né le 3 juin 1998, est un joueur français de rugby à XV qui évolue au poste de troisième ligne.

## Biographie
Charlie Francoz est formé à l'Union sportive Olympiades Massif-Central, club de rugby à XV du 13e arrondissement de Paris. Il rejoint le Stade français Paris rugby en cadet. Il effectue ensuite une saison au Stade rochelais en 2016-2017 avant de revenir au Stade français.
Il s'engage au Biarritz olympique à partir de la saison 2022-2023, signant un contrat pour deux saisons,. Son contrat n'est pas renouvelé à l'issue de la saison 2023-2024. Il rejoint l'USON Nevers en janvier 2025 en qualité de joker médical de Maxence Barjaud.

## Palmarès
- France -20
  - Vainqueur du Championnat du monde junior en 2018